# Kalbidi
Kalbidi (angleško: Kalbids, italijansko: Kalbiti) so bili muslimanska vladarska dinastija, ki je vladala na Siciliji od leta 948 do 1053.
Sicilija je bila do začetka 9. stoletja del Biztantinskega cesarstva. Leta 827, ko je bilo cesarstvo sredi težkih notranjih konfliktov, so se pri Marsali na Siciliji izkrcali Aglabidi, Arabci iz severne Afrike. Vojska, ki ji je poveljeval Asad ibn al-Furat, je štela kakšnih 10.000 mož. Leta 831 so zasedli Palermo in ga razglasili za glavno mesto. Sirakuza je padla leta 878, leta 902 pa je padla še zadnja bizantinska trdnjava Taormina. Istočasno so muslimani vdrli tudi v južno Italijo in v Tarantu in Bariju ustanovili svoj emirate. Med muslimani samimi so bili stalni spori, tako da je Sicilija iz rok  Aglabidov kmalu prišla pod oblast Fatimidov iz Egipta.
Po uspešni zadušitvi enega od uporov je fatimidski kalif za emirja Sicilije imenoval Hasana al-Kalbija (948-964), ki je bil prvi iz dinastije Kalbidov. Fatimidi so imenovali Kalbide za vladarje Sicilije preko svojih zastopnikov še preden so leta 969 glavno mesto preselili iz Ifrikije v Kairo. Pohodi v južno Italijo so se pod Kalbidi nadaljevali do konca  10. stoletja, dokler jih ni leta 982 v bitki pri Stilu v bližini Krotone v Kalabriji porazila nemška vojska pod poveljstvom Ota II. 
Po letu 990, ko je začel vladati Jusuf al-Kalbi (990-998), je začela moč emirata upadati. Jusuf je Sicilijo prepustil svojim sinovom in s tem odprl politični prostor za vmešavanje Ziridov iz Ifrikije. V času vladanja al-Akhala (1017-1037) so se dinastični spori ojačali, ker se je del dinastije povezal z Bizancem, drugi del pa z Ziridi, noben pa ni bil sposoben utditi svoje oblasti na otoku. V času Hasana al-Samsama (1040-1053) se je otok razdrobil v drobne fevde. 
Kalbidi so leta 1053 izumrli, leta 1061 pa so v južno Italijo prišli Normani Rogerija I. Sicilskega. Začelo se je njihovo osvajanje južne Italije, ki se je končalo leta 1091. Muslimanom so dovolili ostati in so še naprej igrali pomembno vlogo v administraciji, vojski in ekonomiji Normanskega kraljestva vse do 12. stoletja.
V času vladanja Kalbidov je bila Sicilija, predvsem Palermo, pomembno gospodarsko središče Sredozemlja. Muslimani so v poljedelstvo prinesli limone, pomaranče in sladkorni trs, bombaž in murve za svilarstvo in zgradili namakalne sisteme. Sicilija je postala pomembna povezovalka med Bližnjim vzhodom, severno Afriko in italijanskimi obmorskimi mestnimi republikami Amalfijem, Piso in Genovo.

## Vladarji
- Hasan al-Kalbi (948-964)
- Abu al-Qasim (-982)
- Jabir al-Kalbi (982-983)
- Jafar al-Kalbi (983-985)
- Abd-Allah al-Kalbi (985-990)
- Yusuf al-Kalbi (990-998)
- Ja'far al-Kalbi (998-1019)
- al-Akhal (1019-1037)
- Hasan as-Samsam (1040-1053)